# Канилаи
Канилаи (англ. Kanilai) — деревня на юге Гамбии. Входит в состав округа Фони Бондали Западного района. Население Канилаи составляет 836 человек по состоянию на 2010 год.
Населённый пункт наиболее известен как родина бывшего президента Гамбии — Яйи Джамме. Здесь построена его резиденция, а также рестлинговая арена, игровой парк и небольшой зоопарк.